# Roy Patrick Kerr
Roy Patrick Kerr (Gore, 16 maggio 1934) è un matematico neozelandese.
È conosciuto come lo scopritore della metrica di Kerr, una soluzione dell'equazione di campo di Einstein della teoria della relatività generale, che modella il campo gravitazionale al di fuori di un oggetto massivo rotante e quindi per esempio anche di un buco nero rotante.

## Biografia
Il talento di Kerr nella matematica fu scoperto alla scuola superiore St Andrew's College a Christchurch.
Studia al Canterbury University College della Università della Nuova Zelanda, successivamente, dal 1953 all'Università di Cambridge.
Effettua un periodo da studente post-dottorato alla Syracuse University a Syracuse (USA).
Lavora per un periodo alla United States Air Force alla Wright-Patterson Air Force Base a un progetto antigravità presto interrotto.
Nel 1962 si trasferisce alla University of Texas ad Austin, dove nel 1963, scopre la sua famosa soluzione di equazione di campo di Einsten.
Nel 1965, con Alfred Schild, introdusse lo spaziotempo di Kerr-Schild.
Nel 1971, Kerr ritorna alla Università di Canterbury, dove rimase fino al suo pensionamento nel 1993.
Nel 2012 è stato annunciato che Kerr sarebbe stato premiato dalla Albert Einstein Society in Svizzera con la Medaglia Albert Einstein del 2013. È il primo neo zelandese che riceve questo prestigioso premio.
Nel 2016 vince il Premio Crafoord, definito "Nobel per l'astronomia".